# Sundrug藥妝店
尚都樂客藥妝店（日語：株式会社 サンドラッグ ），英語：Sundrug。日本一家連鎖藥局，總部設在東京都府中市，主要販售日常生活藥品及保養品，分店設立在許多社區及知名觀光區，除了深受日本人喜愛，外國觀光客也特別喜歡到此購買藥品，其中亞洲人占多數，又以中國人、台灣人及韓國人最大眾。

## 历史
在日本全國各地，到2017年10月，總共有474家直營店及118家加盟店，其中東京分店最多家。